# Цветная шкала Лушана

Шкала Лушана

Цветна́я шкала́ Луша́на — шкала для классификации цвета кожи человека. Она названа в честь своего создателя Феликса фон Лушана. Оборудование состоит из 36 непрозрачных стеклянных плиток, которые сравнивались с кожей субъекта, в идеале — в таком месте на теле, которое не подвергается воздействию солнца (например, нижняя часть руки). Шкала Лушана использовалась для установления расовой классификации населения по цвету кожи, в этом отношении она отличается от шкалы Фитцпатрика.
Шкала Лушана широко использовалась в первой половине XX века в расовых исследованиях и антропометрии. Однако результаты были противоречивыми: во многих случаях разные исследователи давали разные показания одному и тому же человеку. К началу 1950-х годов от шкалы Лушана отказались, её заменили методами, использующими спектрофотометрию отражения.

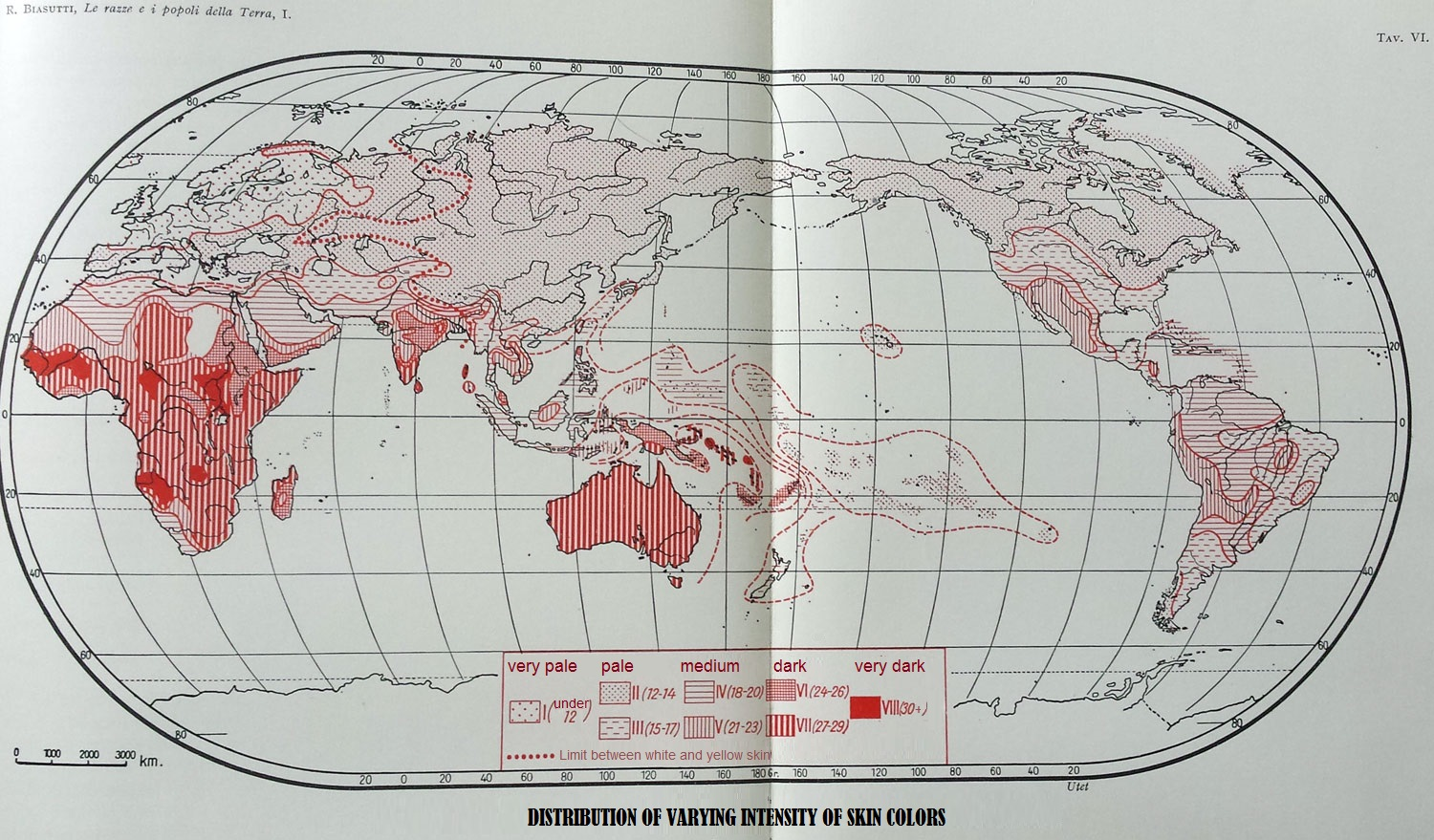
Карта распределения цвета кожи человека для коренного населения, составленная Р. Биасутти в шкале Лушана для классификации цвета кожи.

36 категорий шкалы Лушана по отношению к шести категориям шкалы Фитцпатрика:
| Шкала Фитцпатрика | Шкала Лушана | Цвет кожи             |
| ----------------- | ------------ | --------------------- |
| I                 | 0-6          | белый                 |
| II                | 7-13         | светлый               |
| III               | 14-20        | промежуточный светлый |
| IV                | 21-27        | промежуточный тёмный  |
| V                 | 28-34        | тёмный                |
| VI                | 35-36        | чёрный                |